# Victor Sjöström
Victor David Sjöström, född 20 september 1879 i Högerud i Silbodals socken i Värmland, död 3 januari 1960 i Hedvig Eleonora församling i Stockholm, var en svensk skådespelare, regissör och manusförfattare. Sjöström kom jämte Mauritz Stiller att bli den svenska stumfilmens ledande gestalt. Bland hans många berömda filmer märks Selma Lagerlöf-filmatiseringarna Ingmarssönerna (1919) och Körkarlen (1921). Sjöström arbetade 1923–1930 som regissör i Hollywood, vid Metro-Goldwyn-Mayer studios, varefter åtagandena främst blev som skådespelare. Som skådespelare är Sjöström bland annat ihågkommen för sin allra sista filmroll, som den åldrade läkaren Isak Borg i Ingmar Bergmans Smultronstället (1957).

## Biografi

### Barn- och ungdomsåren
Victor Sjöström föddes 1879 i Silbodal i Värmland som tredje barn till handlanden Olof Adolf Sjöström och hans hustru Elisabeth, född Hartman. Modern var tidigare landsortsaktris och syster till Victor Hartman, premiärskådespelare på Dramaten i Stockholm. Fadern var affärsman som under 1870-talet misslyckats med sina affärer, och när Victor Sjöström föddes bodde familjen i en enkel fiskarstuga vid sjön Västra Silen. 1880 emigrerade familjen till Brooklyn i New York i USA, där fadern snart byggde upp en framgångsrik fartygsagentur.
År 1886 avled modern i barnsängsfeber och fadern gifte sedan om sig med familjens barnflicka Maria Lovisa Olsson. Victor Sjöström hade ett dåligt förhållande till sin styvmor, var ofta bråkig och försökte vid ett tillfälle rymma. Fadern skickade därför i januari 1893 hem honom till Sverige och Uppsala, där han fick bo hos sin faster, änkeprostinnan Næslund. Han gick i skola i Uppsala och tillbringade skolloven med sin skådespelande morbror, som ofta tog med honom till Dramaten. Som tonåring utvecklade han ett brinnande teaterintresse, och bildade vid läroverket i Uppsala ett teatersällskap, som bland annat satte upp pjäsen De båda döva, i vilken Sjöström ska ha uppvisat anlag för komedi.
År 1895 återvände Olof Sjöström från USA. Han hade återigen blivit fattig, och Victor Sjöström avbröt sina studier och flyttade in hos honom i Stockholm. Nu började han arbeta för att försörja sig och sin far, bland annat på en brädgård i Stockholm och som försäljare av nymodigheten doughnuts på stadens gator. 1896 dog fadern, och Sjöström beslutade sig för att på allvar inleda en skådespelarkarriär.

### Livet som turnerande skådespelare
Sjöström hade inte råd att gå Dramatens scenskola, utan gick i stället med i Ernst Ahlboms teatersällskap, som han turnerade i Finland med 1896–98. Därefter var han anställd vid en rad teatersällskap: 1898–99 var han vid Svenska Teatern i Helsingfors, 1899–1900 turnerade han med Göteborgs folkteater, och 1900–1901 var han hos Emil von der Osten. Han gifte sig den 26 juni 1900 med den ryskfödda skådespelerskan Alexandra Stjagoff; de separerade omkring 1906 och skilde sig 1912. 1901–1902 turnerade han återigen med Göteborgs folkteater, 1902–1904 samt 1907–1908 med Hjalmar Selander, 1904–1905 samt 1906–1907 med Hugo Rönnblads sällskap, 1905–1906 med Knut Lindroth och 1908–1909 med Axel Hultman. Mellan 1909 och 1911 var han ledare för Albert Ranfts landsortsturné, och därefter var han ledare för Einar Fröbergs sällskap 1911–1912. 1912–1913 hade han och Fröberg ett teatersällskap ihop – Fröberg-Sjöströmska sällskapet – som gästspelade bland annat i Köpenhamn.

### De första filmerna

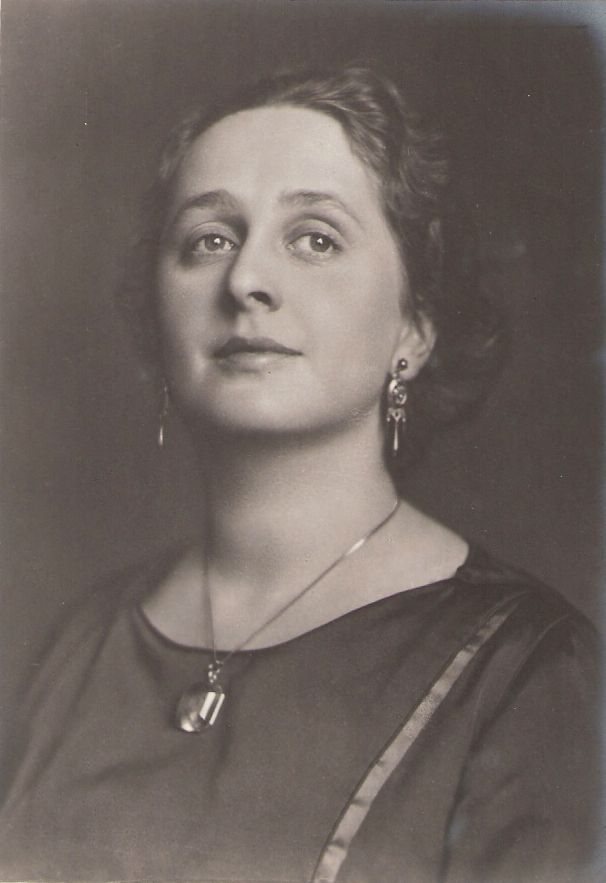
Lili Bech, Sjöströms andra hustru.

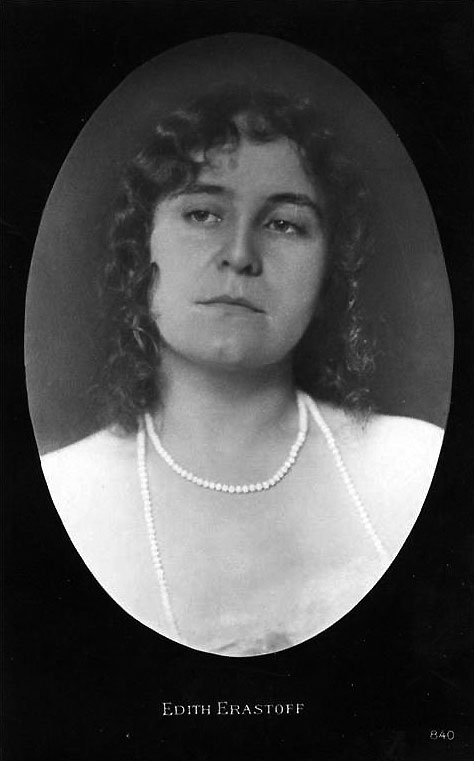
Edith Erastoff, tredje hustrun, cirka 1920.

I februari 1912 engagerade Svenska Biografteaterns chef Charles Magnusson Sjöström till filmen, och samma år regisserade han sina första filmer. Här lärde Sjöström känna den blivande mästerregissören Mauritz Stiller och fotografbröderna Henrik och Julius Jaenzon, som skulle komma att arbeta med både Sjöström och Stiller. Sjöström gjorde skådespelardebut i Stillerfilmen Vampyren för att lära sig hur det går till vid en filminspelning. Filmen spelades in 1912 men fick inte premiär förrän 1913. Kort därpå gjorde han sin regidebut med Trädgårdsmästaren (1912), där han förutom att regissera även spelade mot både Gösta Ekman och Lili Bech, som skulle komma att bli hans andra hustru.
De första fem åren inom filmen regisserade Sjöström hela 30 filmer; mästerverket bland dessa tidiga filmer anses vara den för sin tid socialrealistiska Ingeborg Holm (1913), som handlar om en kvinna (spelad av Hilda Borgström) som efter sin makes död mister vårdnaden om sina barn och hamnar på mentalsjukhus. Filmen väckte stor uppmärksamhet både för sina konstnärliga förtjänster och för den debatt om fattigvård som uppstod i filmens kölvatten, och den fick även framgångar i utlandet.

### Guldåldern

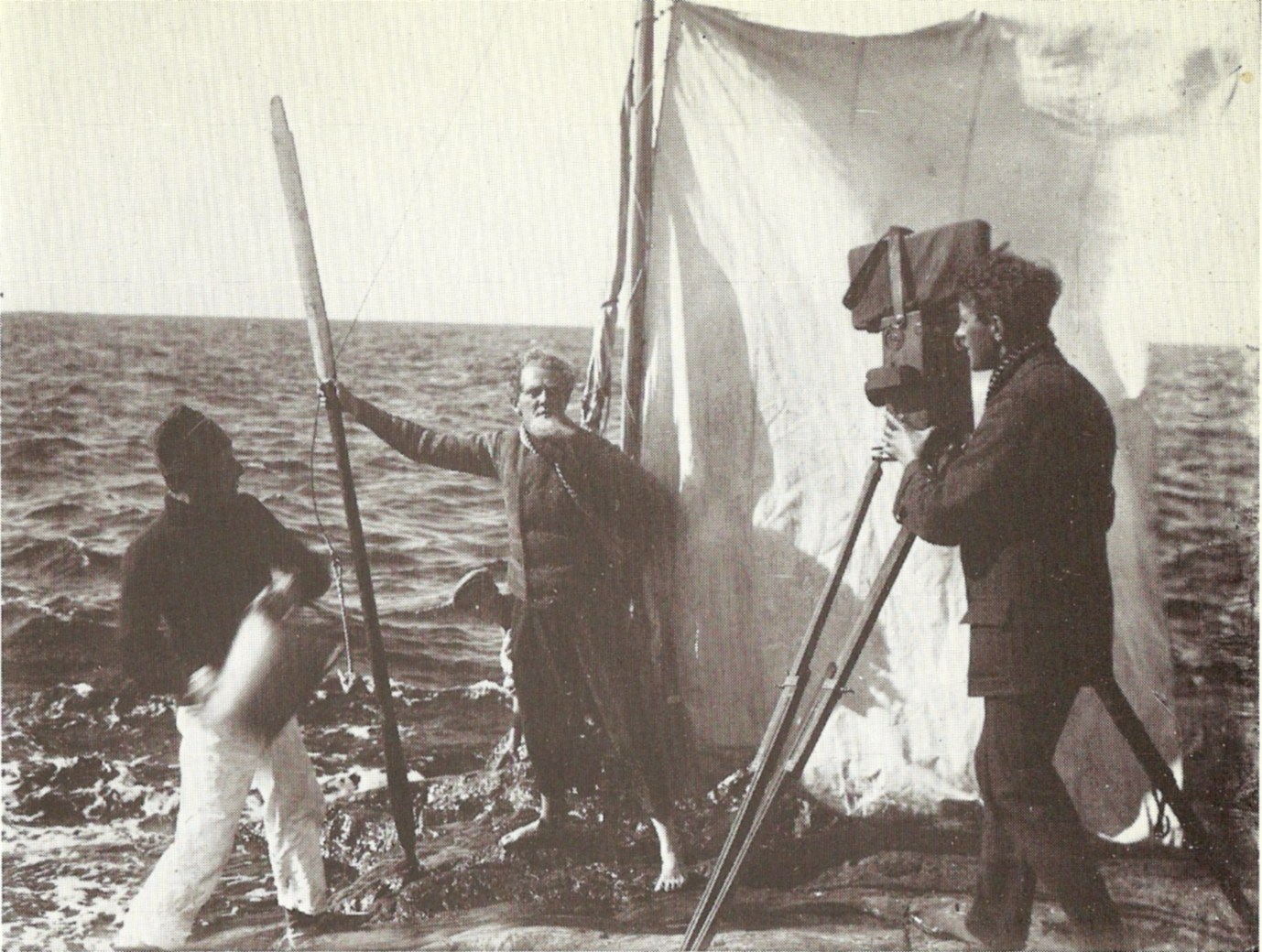
Bild från inspelningen av Terje Vigen. Vid kameran syns Julius Jaenzon.

Sjöströms stora genombrott kom dock 1917, med Henrik Ibsen-filmatiseringen Terje Vigen, som brukar kallas inledningen på svensk films guldålder. Den var Svenska Bios mest påkostade film dittills och var bland de första filmerna att spelas in i naturliga miljöer, närmare bestämt vid Landsort utanför Nynäshamn. Filmen, som är baserad på Ibsens långdikt Terje Vigen, berättar historien om sjömannen Terje som förlorat hem och familj i Napoleonkrigen och blivit bitter och hämndlysten men ändå finner styrkan att handla gott. Sjöström spelade själv huvudrollen som Terje Vigen, och Edith Erastoff, som skulle bli hans tredje hustru, spelade också en huvudroll. Filmen blev en succé, Stockholms Dagblad kallade den "den bästa svenska film som någonsin visats". Detta ledde till en förändring i Svenska Bios produktionspolicy. Tidigare hade man spottat ut ett tjugotal filmer om året, men nu sänkte man produktionstakten och gav varje film högre budget och mer eftertanke.
Samma år kom också Selma Lagerlöf-filmatiseringen Tösen från Stormyrtorpet. Lagerlöf hade imponerats av Terje Vigen och gav Sjöström klartecken att filma denna novell. Filmen blev den första av Sjöströms sammanlagt fem Lagerlöf-filmer.
Nästa film blev också den en milstolpe i Sjöströms karriär: Berg-Ejvind och hans hustru (1918), om den fredlöse islänningen Berg-Ejvind som förälskar sig i den förmögna änkan Halla. Filmen byggde på en pjäs av den dansk-isländske författaren Jóhann Sigurjónsson, och spelades liksom Terje Vigen in i verkliga miljöer, denna gång i Abisko nationalpark i Lappland. Filmen hyllades närmast unisont som ett stort konstverk; särskilt berömdes naturskildringarna. Sjöström spelade huvudrollen mot Edith Erastoff, som väntade parets första barn, och parets verkliga förälskelse anses ge en extra lyster åt kärlekshistorien. Den 13 januari 1918 föddes dottern Gun ("Guje").
Efter Berg-Ejvind gav sig Sjöström i kast med Selma Lagerlöfs stora romansvit Jerusalem. Resultatet blev Ingmarssönerna, som kom i två delar 1919, och Karin Ingmarsdotter året därpå. Den 31 augusti 1919 föddes Sjöströms och Erastoffs andra dotter, Karin ("Caje").

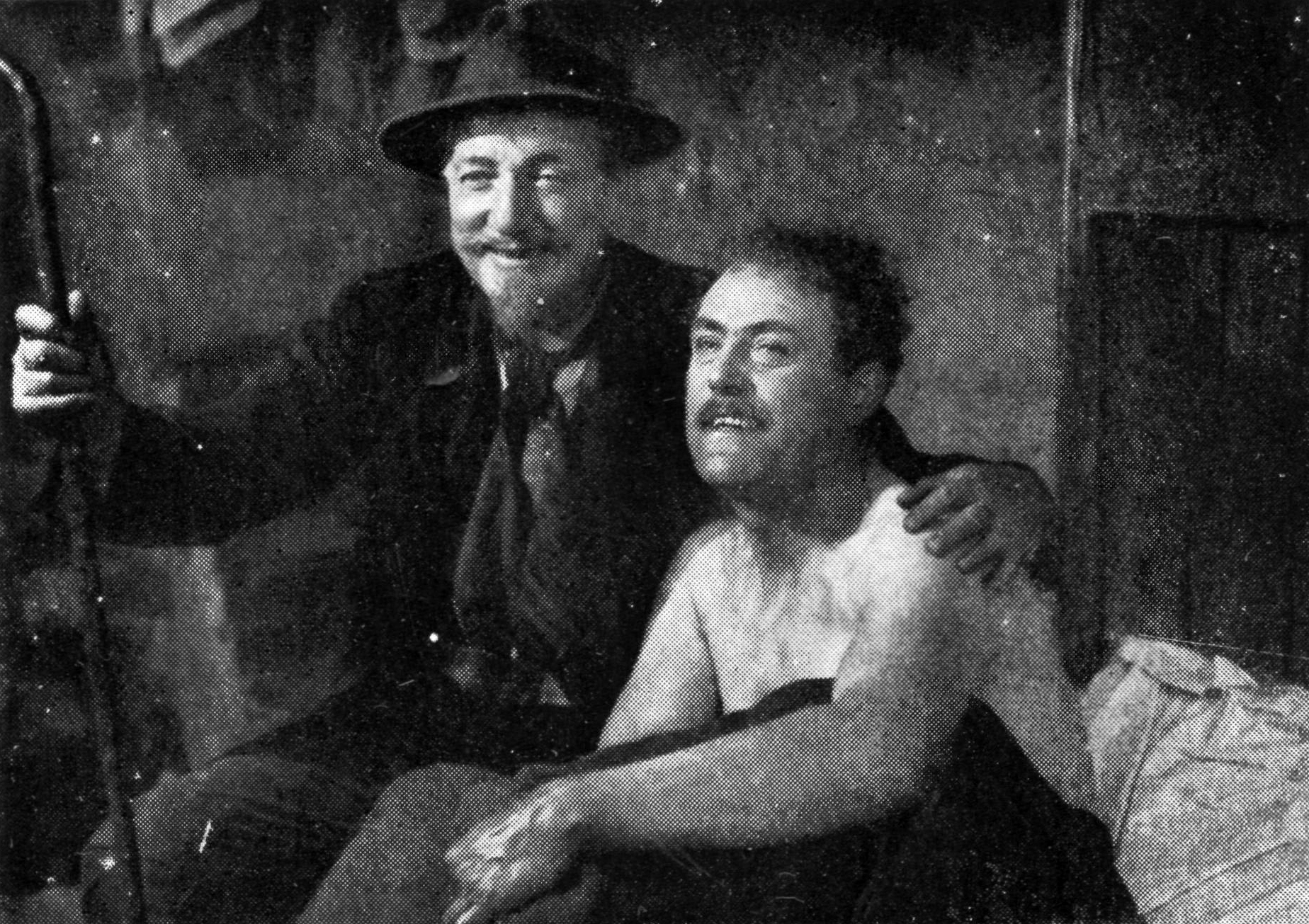
Tore Svennberg och Sjöström i Körkarlen.

År 1919 slogs Svenska Biografteatern och Filmindustri AB Skandia ihop till Svensk Filmindustri (SF). Bolagets första projekt blev Sjöströms Körkarlen (1921). Körkarlen räknas som Sjöströms främsta verk och den svenska stumfilmens höjdpunkt. Personteckningarna och skådespeleriet var av allra högsta klass, och trickfilmningarna och dubbelexponeringarna av Julius Jaenzon var banbrytande. Filmen var en enorm framgång både nationellt och internationellt. Den 4 juni 1922 hade den premiär i New York, och en lyrisk recension i New York Times gjorde dagen därpå Sjöström till ett världsnamn. Den 22 januari 1922 gifte sig Sjöström och Erastoff, och samma år fick han erbjudande om att komma och filma i Hollywood.

### I Hollywood
10 januari 1923 reste Victor Sjöström till USA. Sjöström och hans familj, som bestod av frun Edith och deras två döttrar, kom att vistas sju år i landet, och han regisserade under denna tid sammanlagt nio filmer för det nystartade bolaget Metro-Goldwyn-Mayer, vars största stjärnnamn han blev. Bland hans Hollywoodfilmer märks särskilt Han som får örfilarna (1924), Den röda bokstaven (1926) och Stormen (1928), de båda sistnämnda med Lillian Gish i huvudrollen. Till skillnad från Mauritz Stiller och Hjalmar Bergman, som också prövade sin lycka i USA, hade Sjöström både konstnärlig och kommersiell framgång i landet. Efter Sjöströms första talfilm Bröllopsnatten (1930) flyttade emellertid familjen hem till Sverige igen.

### Senare karriär
Efter att ha flyttat hem till Sverige kom Sjöström bara att regissera två filmer till: Markurells i Wadköping (1931) och Under den röda kappan (1937). Han ägnade sig dock åt skådespeleri, både inom film och inom teater. En av hans största filmroller på 1930-talet var som tidningsmannen Fredrik Bergström i Gustaf Edgrens Valborgsmässoafton (1935).
Mellan 1939 och 1943 ägnade sig Sjöström nästan helt åt teatern. Han gjorde dock en av sina större filmroller under denna period, som kirurgen Andreas Berg i Gustaf Molanders Striden går vidare (1941).

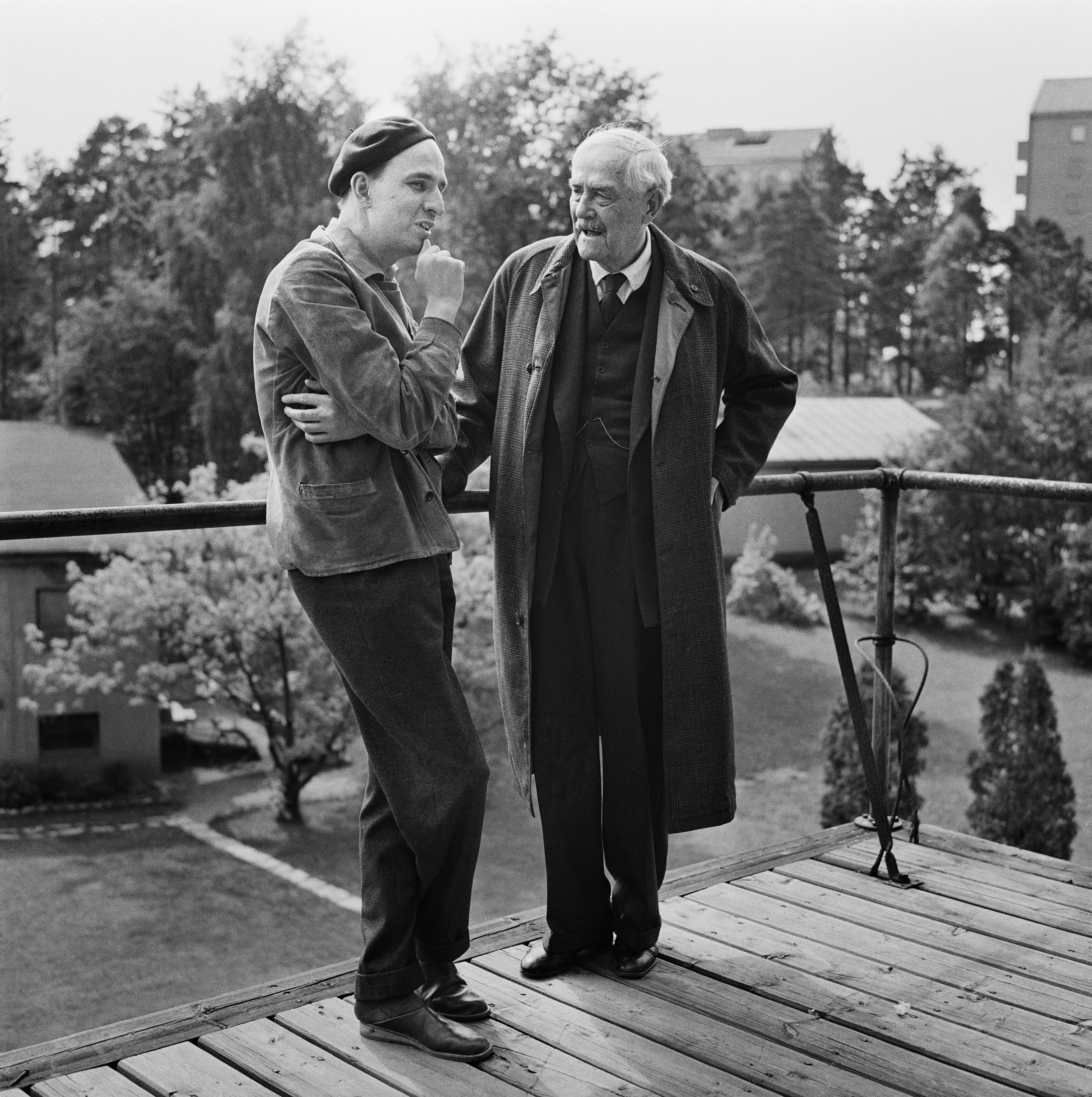
Ingmar Bergman och Victor Sjöström 1957 under en inspelningspaus av Smultronstället i Filmstaden i Solna.

Vintern 1942–1943 rekryterades Sjöström tillbaka till Svensk Filmindustri, där han den 1 februari 1943 blev konstnärlig ledare. Samma år hade han huvudroller i Molanders Ordet och Det brinner en eld, och 1944 spelade han Jan Andersson i Skrolycka i samme regissörs Kejsarn av Portugallien, en filmatisering av en Selma Lagerlöf-roman som han själv hade gjort en version av i Hollywood nästan tjugo år tidigare (Kejsarn av Portugallien, 1925), men som nu har gått förlorad.
I rollen som konstnärlig ledare inspirerades han av den amerikanske demonproducenten Irving Thalberg, och arbetade mycket med manusarbete och en del med efterarbete, men lämnade själva inspelningen åt sina regissörer. Bland de manus han släppte fram till produktion var Ingmar Bergmans första manus, det till filmen Hets (1945) som regisserades av Alf Sjöberg. Sjöström gav även Bergman chansen att regissera Kris (1946) för Svensk Filmindustri.
Edith Erastoff-Sjöström avled 1945, och 1949 lämnade Sjöström Svensk Filmindustri. På 1950-talet återupptog han i stället karriären som turnerande skådespelare. Bland de roller han gjorde under denna tid märks titelrollen i Arthur Millers En handelsresandes död på Norrköpings stadsteater 1949–1950, onkeln i Federico García Lorcas Fröken Rosita på Riksteatern 1951, titelrollen i en turnerande uppsättning av Hjalmar Bergmans Swedenhielms 1952–1953, Herrn i August Strindbergs Oväder på Riksteatern 1955 och titelrollen i Tor Hedbergs Johan Ulfstjerna på Riksteatern 1957.
År 1957 gjorde han också sin sista filmroll, som den åldrade läkaren Isak Borg i Bergmans Smultronstället. Rollen var specialskriven för Sjöström, som emellertid ansåg att den var för svår och inte ville spela den. Bergman lyckades dock övertala honom. Insatsen i Smultronstället hålls som en av hans allra största, och han vann flera priser för den, bland annat National Board of Reviews pris för bästa skådespelare 1959.
Sjöström fördes till Karolinska sjukhuset för hjärtbesvär dagen efter Smultronställets premiär i december 1957. Under 1959 blev han sämre, och i december fördes han åter till sjukhus. På kvällen den 3 januari 1960 avled han på Sophiahemmet av en blodpropp. Sjöström är begravd på Norra begravningsplatsen i Stockholm.

## Privatliv
Sjöström gifte sig första gången med Alexandra Stjagoff den 26 juni 1900; de separerade några år senare. Sjöströms andra hustru var skådespelaren Lili Bech, med vilken han gifte sig 1914. De separerade 1916, samma år som han träffade skådespelaren Edith Erastoff (1887–1945), som 1922 blev hans tredje hustru. Tillsammans fick de barnen Guje Lagerwall, som själv kom att bli skådespelare, och Caje Bjerke.

## Filmografi
Fullständig filmografi enligt Svensk filmdatabas (arkivklipp och dylikt inte medtagna). Flertalet av de tidiga stumfilmerna har gått förlorade.

### Roller
- 1912 – De svarta maskerna
- 1912 – Ett besök hos Åhlén & Holm, Insjön
- 1912 – I lifvets vår
- 1912 – Trädgårdsmästaren
- 1913 – Vampyren
- 1913 – När kärleken dödar
- 1913 – Livets konflikter
- 1913 – Blodets röst
- 1913 – Barnet
- 1914 – Högfjällets dotter
- 1914 – För sin kärleks skull
- 1915 – Strejken
- 1915 – I prövningens stund
- 1916 – Dödskyssen
- 1916 – Hon segrade
- 1917 – Thomas Graals bästa film
- 1917 – Terje Vigen
- 1918 – Berg-Ejvind och hans hustru
- 1918 – Thomas Graals bästa barn
- 1919 – Ingmarssönerna
- 1920 – Mästerman
- 1920 – Karin Ingmarsdotter
- 1921 – Körkarlen
- 1922 – Det omringade huset
- 1923 – Eld ombord
- 1931 – Markurells i Wadköping
- 1931 – Fröken, Ni liknar Greta Garbo!
- 1931 – Brokiga blad
- 1934 – Synnöve Solbakken
- 1935 – Valborgsmässoafton
- 1937 – John Ericsson – segraren vid Hampton Roads
- 1939 – Mot nya tider
- 1939 – Gubben kommer
- 1941 – Striden går vidare
- 1943 – Ordet
- 1943 – Det brinner en eld
- 1944 – Kejsarn av Portugallien
- 1947 – Rallare
- 1948 – Jag är med eder...
- 1949 – Farlig vår
- 1950 – Till glädje
- 1950 – Kvartetten som sprängdes
- 1952 – Kärlek
- 1952 – Hård klang
- 1955 – Männen i mörker  (alt. titel Nattens väv)
- 1957 – Smultronstället

### Regi
- 1912 – Trädgårdsmästaren
- 1912 – Ett hemligt giftermål eller Bekännelsen på dödsbädden
- 1913 – Miraklet
- 1913 – Löjen och tårar
- 1913 – Livets konflikter
- 1913 – Lady Marions sommarflirt
- 1913 – Ingeborg Holm
- 1913 – Blodets röst
- 1913 – Äktenskapsbyrån
- 1914 – Prästen
- 1914 – Bra flicka reder sig själv
- 1914 – Dömen icke
- 1914 – Gatans barn
- 1914 – Halvblod
- 1914 – Hjärtan som mötas
- 1914 – Högfjällets dotter
- 1914 – Kärlek starkare än hat eller Skogsdotterns hemlighet
- 1915 – Strejken
- 1915 – Sonad skuld
- 1915 – Skomakare, bliv vid din läst
- 1915 – Landshövdingens döttrar
- 1915 – Judaspengar
- 1915 – I prövningens stund
- 1915 – En av de många
- 1915 – Det var i maj
- 1916 – Therèse
- 1916 – Havsgamar
- 1916 – Skepp som mötas
- 1916 – Dödskyssen
- 1916 – Hon segrade
- 1917 – Terje Vigen
- 1917 – Tösen från Stormyrtorpet
- 1918 – Berg-Ejvind och hans hustru
- 1919 – Ingmarssönerna
- 1919 – Hans nåds testamente
- 1920 – Mästerman
- 1920 – Klostret i Sendomir
- 1920 – Karin Ingmarsdotter
- 1921 – Körkarlen
- 1922 – Vem dömer
- 1922 – Det omringade huset
- 1923 – Eld ombord
- 1924 – Inför högre rätt
- 1924 – Han som får örfilarna
- 1925 – Kungar i landsflykt
- 1925 – Kejsarn av Portugallien
- 1926 – Den röda bokstaven
- 1928 – Stormen
- 1928 – Syndens masker
- 1928 – En gudomlig kvinna
- 1930 – Bröllopsnatten
- 1930 – Väter und Söhne
- 1931 – Markurells i Wadköping
- 1937 – Under den röda kappan

### Manus
- 1912 – Ett hemligt giftermål eller Bekännelsen på dödsbädden
- 1913 – Blodets röst
- 1913 – Äktenskapsbyrån
- 1914 – Bra flicka reder sig själv
- 1914 – Högfjällets dotter
- 1915 – Strejken
- 1915 – Sonad skuld
- 1915 – Skomakare, bliv vid din läst
- 1915 – Landshövdingens döttrar
- 1915 – En av de många
- 1915 – Det var i maj
- 1916 – Hon segrade
- 1917 – Terje Vigen
- 1917 – Tösen från Stormyrtorpet
- 1918 – Berg-Ejvind och hans hustru
- 1919 – Ingmarssönerna
- 1919 – Hans nåds testamente
- 1920 – Klostret i Sendomir
- 1920 – Karin Ingmarsdotter
- 1921 – Körkarlen
- 1922 – Vem dömer
- 1922 – Det omringade huset
- 1923 – Eld ombord
- 1924 – Han som får örfilarna

## Teater

### Roller (ej komplett)
| År   | Roll             | Produktion                                    | Regi             | Teater                           |
| ---- | ---------------- | --------------------------------------------- | ---------------- | -------------------------------- |
| 1914 | Esajas           | Karlavagnen Tor Hedberg                       | Einar Fröberg    | Intima teatern                   |
| 1920 | Storitzyn        | Professor Storitzyn Leonid Andrejev           | Einar Fröberg    | Intima teatern                   |
| 1920 | Charles Hêriot   | Fästningen faller Sacha Guitry                |                  | Intima teatern                   |
| 1931 | Wilhelm Voigt    | Skomakarkaptenen i Köpenick Carl Zuckmayer    | Per Lindberg     | Vasateatern                      |
| 1938 | Professor Mensch | Han sitter vid smältdegeln Kaj Munk           | Olof Molander    | Vasateatern                      |
| 1940 | Doktor Stockmann | En folkfiende Henrik Ibsen                    | Olof Molander    | Vasateatern                      |
| 1941 | Julian Northrup  | Nog lever farfar Paul Osborn                  | Olof Molander    | Vasateatern                      |
| 1941 | Teodor           | Trötte Teodor Max Neal och Max Ferner         | Olof Molander    | Vasateatern                      |
| 1942 | Luffaren         | I vår Herres hage Josef Čapek och Karel Čapek | Gösta Folke      | Vasateatern                      |
| 1949 | Willy Loman      | En handelsresandes död Arthur Miller          | Johan Falck      | Norrköping-Linköping stadsteater |
| 1952 | Rolf Swedenhielm | Swedenhielms Hjalmar Bergman                  | Johan Falck      | Norrköping-Linköping stadsteater |
| 1953 | Rolf Swedenhielm | Swedenhielms Hjalmar Bergman                  | Johan Falck      | Helsingborgs stadsteater         |
| 1954 | Herren Gud       | Guds gröna ängar Marc Connelly                | Johan Falck      | Helsingborgs stadsteater         |
| 1957 | Johan Ulfstjerna | Johan Ulfstjerna Tor Hedberg                  | Sandro Malmquist | Riksteatern                      |

### Regi (ej komplett)
| År   | Produktion          | Upphovsmän  | Teater                  |
| ---- | ------------------- | ----------- | ----------------------- |
| 1934 | Till främmande hamn | Sutton Vane | Uppsala English Society |

## Utmärkelser
- 1938 – Svenska Filmsamfundets förtjänsttecken[18]
- 1950 – Teaterförbundets guldmedalj, för "Utomordentlig konstnärlig gärning"[33]
- 1953 – Svenska Filmsamfundets hedersdiplom
- 1958 – Svenska Filmsamfundets guldplakett
- 1958 – Fédération Internationale de la Presse Cinématographiques pris (för Smultronstället och för hela sin verksamhet)
- 1959 – National Board of Reviews pris för bästa skådespelare (för Smultronstället)[18]
- 2012 – Körkarlen utses till den bästa svenska filmen någonsin i filmtidskriften FLM:s kritikeromröstning.[34]